# Violant de Dreux (duquessa de Borgonya)
Violant de Dreux o Iolanda de Dreux (1212/1213 - 1248), va ser duquessa de Borgonya per casament. Era filla de Robert III, comte de Dreux i de Braine, i d'Elionor de Saint-Valery.
Es va casar al 1229 amb Hug IV de Borgonya, duc de Borgonya, fill d'Eudes III de Borgonya i la seva segona esposa, Alícia de Vergy. Van tenir diferents fills:
- Eudes de Borgonya, comte de Nevers, de Tonnerre i d'Auxerre
- Joan de Borgonya, senyor del Charolais i de Borbó pel casament amb Agnès de Borbó-Dampierre
- Alícia de Borgonya, casada amb Enric III, duc de Brabant
- Margarida de Borgonya, casada amb Guillem III de Mont-Saint-Jean, i posteriorment amb Guiu VI, vescomte de Llemotges
- Robert II de Borgonya, duc de Borgonya

Violant va morir el 30 d'octubre de 1248, durant l'estada del seu marit, el duc de Borgonya, a Terra Santa i va ser enterrada a l'església abacial de Cîteaux.
Després d'haver-se convertit en vidu, Hug IV es va tornar a casar amb Beatriu de Navarra, filla de Teobald I, rei de Navarra i comte de Xampanya.